# Mia De Vits
Marie Louise (Mia) De Vits (Gooik, 31 maart 1950) is een Belgisch voormalig journaliste, syndicaliste en politica voor de sp.a.

## Biografie
Mia De Vits werd geboren in Kester, hartje Pajottenland, in een arbeidersgezin. Haar vader was metaalarbeider, haar moeder verdiende bij als huishoudhulp. Ze volgde haar middelbare studies aan het Sint-Guido-instituut in Anderlecht. Vervolgens studeerde ze sociale wetenschappen aan de Leuven, alwaar ze in 1970 afstudeerde als licentiate.
Ze sloot zich pas aan bij de socialistische beweging toen ze na de universiteit een paar maanden bij de toenmalige BRT werkte. Ze werkte er als freelancejournaliste voor Lea Martel voor het programma 'Weegschaal'. Ex-minister Rufin Grijp, die toen op de studiedienst van de socialistische vakbond ABVV zat, haalde haar in 1973 weg bij de BRT en wierf haar aan als beleidsmedewerker op de studiedienst van Georges Debunne. Van 1973 tot 1984 was ze sociaal adviseur op de studiedienst van het ABVV.
In 1983 promoveerde ze tot Nationaal Secretaris van het ABVV voor sociale zekerheid en arbeidsrecht. Zes jaar later werd ze voor de eerste keer Algemeen Secretaris van het ABVV. Vanaf 1995 werd ze voorzitter van het Vlaams ABVV. "Ik dwong respect af door leiding te geven, goed te weten waarover ik praatte en na verloop van jaren ook door mijn ervaring," zegt ze over het verloop van haar carrière bij de vakbond. De Vits ging op 31 mei 2002 de Belgische geschiedenis in als de eerste vrouw die nationaal voorzitter wordt van een vakbond.
Drie jaar later, na een conflict met de leiding van BBTK en het Waals ABVV, besloot ze om lijsttrekker voor sp.a te worden voor de Europese verkiezingen van 13 juni 2004. Zij gaf haar ontslag in het ABVV vanwege een conflict met de bediendecentrale over meer transparantie in de financiële geldstromen binnen het ABVV. Terwijl de politieke partijen hun uiterste best deden om alsmaar jongere kandidaten te zoeken, stapte Mia De Vits op haar 55ste nog de politiek binnen. Na 33 jaar bij de socialistische vakbond koos ze voor Europa. Als lid van de raad van bestuur van het Europees Vakverbond (EVV) kende ze de problematiek in Europa. Ze haalde 202.000 voorkeurstemmen, wat in vergelijking met de sp.a-uitslag van 1999 heel goed was, zeker omdat ze het meteen moest opnemen tegen twee premiers: Dehaene en Verhofstadt.
De eedaflegging in het Europees Parlement was op 17 juli 2004. Toen had ze al gekozen voor de commissies 'Interne Markt' en 'Consumentenbelangen' en 'Economische en Monetaire zaken' in het Europees Parlement. Ze legde er zich toe op dossiers als de dienstenrichtlijn, autoverzekeringsrichtlijn, machinerichtlijn, de discussie over een Europees sociaal model en een wettelijk kader rond SEPA. In de aanloop naar het referendum over de Europese Grondwet was ze ook vaak op campagne in Frankrijk. Daarnaast werd ze in juli 2004 ook aangewezen als quaestor, onder meer met de controle op het beheer van de gebouwen en restaurants. Ze trok in 2006 de sp.a-VLD-Groen!-kieslijst voor de gemeenteraadsverkiezingen in Gooik en werd verkozen als gemeenteraadslid. Voor de federale verkiezingen van 10 juni 2007 stond ze op de voorlaatste plaats van de opvolgers voor het kartel sp.a-Spirit.
Eind januari 2009 besloot ze om uit de politiek te stappen, dit naar aanleiding van het aanstellen van Kathleen Van Brempt als lijsttrekker van sp.a op de Europese lijst in 2009 Ze liet zich toch overhalen op te komen tijdens de Vlaamse verkiezingen van 2009 in de kieskring Vlaams-Brabant en werd op 7 juni 2009 verkozen tot Vlaams Parlementslid, een mandaat dat ze uitoefende tot mei 2014. Van midden juli 2009 tot eind mei 2014 maakte ze als vierde ondervoorzitter deel uit van het Bureau (dagelijks bestuur) van het Vlaams Parlement.
In 2012 kwam ze zowel op als lijstduwer voor de lokale lijst sp.a-samen in Gooik als voor de kieslijst van sp.a voor de provincieraadsverkiezingen in het provinciedistrict Halle. Voor beide geraakte ze niet verkozen, ze behaalde voor de gemeente 135 en voor de provincie 1.723 voorkeurstemmen. Van 2004 tot 2014 cumuleerde 1 à 10 mandaten, waarvan 1 à 6 bezoldigd.
- Système universitaire de documentation: 146589459
- Virtual International Authority File: 201238085